# Tesia superciliaris
Tesia superciliaris là một loài chim trong họ Cettiidae.
Đây là loài đặc hữu Java, Indonesia.